# Alex Lely
Alex Lely (* 24. Mai 1973 in Den Haag) ist ein niederländischer Poolbillardspieler. 
Sein größter Erfolg war der Sieg der Poolbillard-Europameisterschaft 2005 in den Disziplinen 8-Ball und 9-Ball. Bereits 2000 hatte er es bei der EM bis ins Finale in der Disziplin 14 und 1 endlos geschafft, verlor jedoch gegen Oliver Ortmann.
Darüber hinaus gewann er 1999 das World Pool Masters, ein Jahr später schaffte er es noch einmal ins Finale, verlor jedoch gegen Ralf Souquet. Insgesamt hat er dreimal bei Turnieren der Euro-Tour gewinnen können (1999 in Neuwied, 2005 in Monfalcone sowie die Netherlands Open 2006 in Weert).
1999 und 2005 vertrat er Europa beim Mosconi Cup, beide Turniere konnte jedoch das Team USA gewinnen. 2008 war er bei seiner dritten Teilnahme als nichtspielender Mannschaftskapitän dabei und gewann den Cup. Auch 2009 fungierte er wieder als Kapitän, diesmal ging der Cup aber wieder an das Team USA.
Sein Spitzname in der Billardszene ist The Plague from the Hague (Die Plage aus Den Haag).